# Rhianos
Rhianos, forngrekisk skald och grammatiker från Kreta, tillhörande den alexandrinska litteraturperioden, samtida och vän till Eratosthenes, levde på 200-talet f.Kr. Bland hans i homerisk stil hållna episka dikter intogs främsta rummet av Messeniaká, en skildring av det andra messeniska kriget med Aristomenes som huvudperson. Rhianos var berömd även som homerisk textkritiker. I behåll finns några episka fragment och 11 i den grekiska antologien upptagna, till största delen erotiska, epigram.